# Villeneuvette
Villeneuvette è un comune francese di 70 abitanti situato nel dipartimento dell'Hérault nella regione dell'Occitania.

## Società

### Evoluzione demografica
Abitanti censiti